# Hietajärvi (sjö i Suomussalmi, Kajanaland)
Hietajärvi är en sjö vid finsk-ryska gränsen. Den finländska delen ligger i kommunen Suomussalmi i landskapet Kajanaland i Finland. Sjön ligger 234,4 meter över havet. Arean är 1,09 kvadratkilometer och strandlinjen är 7,78 kilometer lång. Sjön  ingår i Uleälvens huvudavrinningsområde.   Den ligger omkring 120 kilometer öster om Kajana och omkring 560 kilometer nordöst om Helsingfors. 
I sjön finns öarna Varposaari och Möttönen. Hietajärvi ligger norr om Vuokkijärvi. 